# Jacob P. Chamberlain

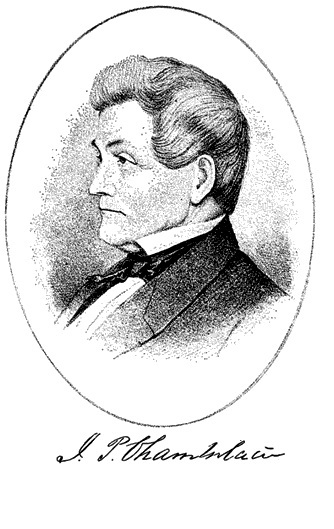
Jacob P. Chamberlain

Jacob Payson Chamberlain (* 1. August 1802 in Dudley, Massachusetts; † 5. Oktober 1878 in Seneca Falls, New York) war ein US-amerikanischer Politiker. Zwischen 1861 und 1863 vertrat er den Bundesstaat New York im US-Repräsentantenhaus.

## Werdegang
Jacob Payson Chamberlain wurde 1802 im Worcester County geboren. Die Familie zog dann 1807 nach Seneca County und ließ sich in Seneca Falls nieder. Dort besuchte er öffentliche Schulen. Danach betrieb er Getreidemühlen, Mälzerein und Textilfabriken. Er gründete die erste Sparkasse in der Village. Dann war er Supervisor in Seneca Falls und Mitglied im Bildungsausschuss. Zwischen 1859 und 1861 saß er in der New York State Assembly. Politisch gehörte er der Republikanischen Partei an.
Bei den Kongresswahlen des Jahres 1860 für den 37. Kongress wurde Chamberlain im 26. Wahlbezirk von New York in das US-Repräsentantenhaus in Washington, D.C. gewählt, wo er am 4. März 1861 die Nachfolge von Emory B. Pottle antrat. Da er auf eine erneute Kandidatur 1862 verzichtete, schied er nach dem 3. März 1863 aus dem Kongress aus. Seine Kongresszeit war vom Bürgerkrieg überschattet.
Nach seiner Kongresszeit war er wieder im Getreidenmühlengeschäft tätig. Er verstarb am 5. Oktober 1878 in Seneca Falls. Sein Leichnam wurde dann auf dem Restvale Cemetery beigesetzt.